# Вишну-пурана
«Вишну-пурана» (санскр. विष्णु पुराण, IAST: Viṣṇu Purāṇa — «Пурана о Вишну») — священный текст индуизма, букв. древнее предание о Вишну. Произведение посвящено Вишну, его аватарам, истории, поклонению и т. д. «Вишну-пурана» считается одним из древнейших, в наибольшей степени соответствует определению идеальной пураны и освещает пять тем (панча-лакшана): космогонию — историю сотворения мира; генеалогию богов и мудрецов-риши; периоды правления различных Ману (манвантары); и, наконец, родословную и легендарную историю важнейших царских династий. «Вишну-пурана» очень популярна в вайшнавской среде и почитается как божественное откровение.
По традиции «Вишну-пурана» относится к вайшнавским пуранам, которых насчитывается всего шесть («Вишну-», «Нарада-», «Бхагавата-», «Гаруда-», «Падма-» и «Вараха-» пураны), и почитается как наиболее авторитетная.

## Происхождение «Вишну-пураны»
«Вишну-пурана» относится к текстам, которые по времени своего создания являются более поздними, чем эпические поэмы, такие как итихасы. Первоначально пураны представляли собой особый жанр устной поэзии. В последующем они превратились в письменные источники, содержащие мифы, космологию и историю, а также ритуальные правила и описание мест паломничества. Их письменное оформление произошло в I тыс. н. э., хотя отдельные части могут быть как более поздними (первая половина II тыс. н. э.), так и более ранними (первые века до н. э.) по происхождению.
«Вишну-пурана» причисляется к одной из основных восемнадцати пуран, она также считается одной из наиболее древних. Традиция приписывает авторство пуран легендарному мудрецу Вьясе, который считается также автором Вед и «Махабхараты».
Для исторической датировки произведения используются научные методы исследования, такие как сравнительный анализ текстов и исторический анализ, что позволяет определить время создания текста по упоминанию исторических событий, имён персонажей и др. Большинство индологов сходится на том, что большая часть «Вишну-пураны» сочинена между III и V веками. Об этом можно судить по упоминанию джайнов и буддистов. По всей видимости, ядро произведения, включая космогонию и главные мифы, оформилось в I—II веках. Отдельные отрывки, связанные с политической историей, содержат признаки становления державы Гуптов и датируются IV—V веками. Однако в последующем пурана дописывалась. Самая поздняя датировка произведения — начало XI века, поскольку в ряде мест упоминается вторжение мусульманских завоевателей и последние правители династии Какатия в Андхре.

## Структура и содержание
Произведение представлено диалогом между мудрецом Парашарой и его учеником Майтрейей. Ученик вопрошает о происхождении и природе Вселенной, на что Парашара рассказывает ему о Вишну — начале, существовании и конце всего сущего.

### Первая книга
Первая книга «Вишну-пураны» посвящена космологии, описывающей создание, сохранение и разрушение Вселенной. Вишну творит Вселенную, он является источником времени и пространства (глава 2). Идеология космологии построена на воззрении индуистской философии школы санкхья. В отличие от других традиций, где Шива, Брахма или Шакти провозглашаются во главе богов, в «Вишну-пураны» Вишну представлен главным элементом космологии, от которого зависит Вселенная (глава 3). Вишну в облике Варахи поднимает свою супругу Бхуми (Землю) из вод, что даёт начало жизни (глава 4). Вишну через Брахму создаёт материальный мир, животных, богов и людей (глава 5). Затем описывается происхождение четырёх каст (глава 6). Вишну творит божественных созданий, включая Кумаров, Ману и его детей и других (глава 7). Отдельные главы посвящены ключевым персонажам в окружении Вишну: Рудре (глава 8), Лакшми (глава 9), потомки дочерей Дакши (глава 10), Дхруве (главы 11, 12 и 13), потомках царя Притху (глава 14 и 15), Прахладе (главы с 16 по 20). Повествуется о потомках Кашьяпы и божествах Марутах (глава 21). Почитание и любовь к Вишну (22 глава) являются средствами освобождения от цикла рождений и смертей. Там же описывается образ и перечисляются божественные имена Вишну, среди которых Хари, Мадхава, Ишвара, Джанардана, Ачьюта, Хришикеша, Пундарикакша и другие.

### Вторая книга
Вторая книга «Вишну-пураны» подробно описывает Землю и её географию. Потомки первого человека Ману правят Землёй, среди них выделяется Бхарат, в честь которого названия Индия (Бхарата) (глава 1). Земля включает семь континентов и семь океанов (глава 2). В разных частях Земли Вишну поклоняются в разных обликах. Описывается Бхарата и её география (глава 3), правители континентов (глава 4), подземный мир (глава 5), адские миры и возможность искупить ошибку путём медитации и воспевания имён Вишну (глава 6), Земля и небесные миры (глава 7), Солнце (глава 8), планеты (глава 9). Кроме того, упоминаются Адитьи, риши, гандхарвы, апсары, якши, ураги и ракшасы (глава 10). Энергия Вишну, описанная тремя Ведами, приносящая благость, правит Солнцем и его спутниками (глава 11). Повествование о Луне (глава 12) и легенды о Бхарате (главы с 13 по 16). Душа человека обладает теми же свойствами, что и Вишну: совершенная, свободная от рождения и смерти, независимая. Души различаются между собой подобно тому, как различны звуки, издаваемые флейтой Вишну (глава 14).

### Третья книга
Третья книга «Вишну-пураны» повествует об эпохах (манвантарах) и жизненных циклах. В каждой эпохе Вишну воплощается в новом облике (глава 1). В каждой юге Вишну является лично (глава 2). Каждый раз духовное знание делится мудрецом Вьясой на четыре части и каждую эпоху Вишну воплощается в новом Вьясе под разными именами (глава 3). Происхождение четырёх частей Веды в последнюю эпоху (глава 4). История «Яджурведы» (глава 5) и «Самаведы» (глава 6). Последователи Вишну не подвластны богу смерти Яме (глава 7) и их признаки — вайшнавы живут чистыми мыслями, свободны от злобы, удовлетворены, ведут святую жизнь, чувствуют любовь ко всем созданиям, говорят мудро и мягко, смиренны и искренни, хранят Вишну в своём сердце. Поклонение Вишну и обязанности четырёх каст (глава 8), обязанности на различных этапах человеческой жизни (глава 9), ритуалы жизненного цикла (глава 10), обязательствах домохозяина и ритуалы в течение дня (глава 11), церемониальные и моральные обязанности (глава 12), поминальные обряды (главы с 13 по 16). Описание Будды как иллюзорного божества, призванного обмануть демонов (глава 17). Деятельность Будды по отвержению Вед; джайны, буддисты и их принципы, нежелательность общения с неправедными (глава 18).

### Четвёртая книга
Четвёртая книга «Вишну-пураны» целиком посвящена генеалогии известных правящих династий. В частности, излагается происхождение солнечной династии от Брахмы (главы с 1 по 5), а также лунной династии от Сомы, или Луны (главы с 6 по 14). Кроме того, упоминается происхождение Хираньякашипу и Раваны, а также рождение Баларамы и Кришны и потомки рода Яду (глава 15). Отдельно упоминаются потомки Турвасу (глава 16) и Друхью (глава 17), Ану (глава 18), Пуру, включая рождение Бхараты потомков-правителей Магадхи (глава 19). Подробно описан род Куру, в том числе Бхишма, Дхритараштра и внук Арджуны Парикшит (глава 20). В заключение описывается «пророчество» о будущих правителях, уже известных ко времени сочинения «Вишну-пураны»: будущие правители из рода Парикшита (глава 21), из рода Икшваку (глава 22), рода Врихадратхи (глава 22). Особое внимание удалено правителям Магадхи, что позволяет идентифицировать время сочинения «Вишну-пураны»: Маурьи и Шунги (глава 23 и 24). Первое упоминание о мусульманских завоевателях как о варварах, правящих на берегах Инда (глава 24).

### Пятая книга
Пятая книга «Вишну-пураны» является самой обширной и рассказывает о Кришне как аватаре Вишну. История начинается с пророчества о смерти Камсы (глава 1), затем описывается мать Кришны Девака (глава 2) и рождение Кришны (глава 3). В ответ Камса истребляет детей мужского пола (глава 4). Чтобы спасти детей Кришна и Баларама переправляются в Гокулу, там происходит история с демоницей Путаной (глава 5). Детские игры Кришны (глава 6), одоление змея Калии (глава 7), история демонов Дхенука (глава 8) и Праламба (глава 9). Кришна отговаривает Нанду от поклонения Индре (глава 10), в ответ Индра насылает проливной дождь, и Кришна поднимает гору Говардхана, чтобы укрыть пастухов и их скот (глава 11), Индра признаёт себя побеждённым (глава 12). Игры Кришны с гопи и танец раса в садах Бриндавана (глава 13). Истории демонов Аришта (глава 14) и Кеши (глава 16). Мудрец Нарада рассказывает Камсе о существовании Кришны и Баларамы (глава 15). Медитация демона Акруры на Кришне (глава 17). Уход Кришны и Баларамы с Акрурой из Гокулы (глава 18), приход в Матхуру (глава 19), смерть Камсы на состязаниях (глава 20). Воцарение Уграсены и история морского демона Панчаджана (глава 21), из которого происходит боевая раковина Вишну. Осада Матхуры правителем Джарасандха (глава 22), строительство Двараки и переселение в неё племени Ядавов (глава 23). Покаяние Мучукунды и посещение Баларамой Бриндавана (глава 24), возвращение Баларамы в Двараку и женитьба на Ревати (глава 25). Похищение Рукмини Кришной и рождение у неё Прадьюмны (глава 26). Приключения Прадьюмны, украденного Самбарой (глава 27). Описание жён Кришны (глава 28), победа над демоном Нарака, небесное путешествие Кришны с Сатьябхамой (глава 28), похищение дерева Париджата (главы 30 и 31). Описание детей Кришны (глава 32). История противостояния и божественного единения Вишну и Шивы (глава 33), ложный «Кришна» Паундрака, применение огненного диска Сударшаны, огонь пожирает Бенарес и его жителей (глава 34). Первый эпизод пандавов и кауравов — Баларама посещает столицу кауравов Хастинапур (глава 35), сюжет с демоном Двивида (глава 36). Развязка истории пандавов и кауравов, гибель рода Ядавов, окончание земной жизни Кришны: охотник «Джара» (старость) попадает в его ногу стрелой, видит четырёхрукий образ Вишну, тот оставляет смертное тело и возвращается в свою обитель (глава 37). Книга завершается началом века Кали, Арджуна и его братья оставляют правителем Парикшита и уходят в пожизненное скитание (глава 38). В «Бхагавата-пуране» представлено развёрнутое изложение пятой книги «Вишну-пураны».

### Шестая книга
Завершающая шестая книга «Вишну-пураны» является самой короткой и посвящена Кали-юге. В железный век Кали происходит упадок человечества (глава 1), однако любви к Вишну достаточно для спасения (глава 2). После завершения Кали-юги Вселенная разрушается, а элементы, из которых она состоит, исчезают (главы 3 и 4). Возможность окончательного освобождения души, природа духа или бога, Вишну как Бхагаван Васудева, или изначальный и вечный Господь, покровитель Вселенной, в котором пребывают все существа, а Он пребывает в них (глава 5). Описание средства достижения освобождения (глава 6), а также раджа-йоги: умение сдерживать себя и нравственный долг, практика асан, пранаяма, пратьяхара, постижение духа, слияние с божественным, медитация на индивидуальный и универсальный образы Вишну, приобретение духовного знания и окончательное освобождение (глава 7). Завершение диалога между Парашарой и Майтрейей, краткое изложение «Вишну-пураны» и заслуги от её прослушивания, похвала Вишну и заключительная молитва (глава 8).

## Вишну в «Вишну-пуране»
В «Вишну-пуране» объясняется имя Вишну: поскольку весь мир был наполнен божественной энергией, имя Вишну происходит от корня «виш», что означает «проникать» или «наполнять» — «ибо все боги, Ману, семь великих риши, сыновья Ману, Индры, боги являются всего лишь олицетворением энергии Вишну». «Вишну-пурана» наследует ведическое представление о Вишну. Об этом свидетельствует ряд прямых заимствований из ведических текстов. В частности, «Вишну-пурана» цитирует Ригведу (текст 1.22.20): все боги (суры) всегда поклоняются стопам Бхагавана Вишну, который является Верховным Господом. Там же упоминается небесная обитель Вишну, Вайкунтха (текст 1.2.16): суры (чистые души, нитья-сури) созерцают высшую обитель Вишну, сотканную из шуддха-саттвы, то есть чистой материи. «Вишну-пурана» объясняет, что в других священных текстах Вишну может называться разными иенами, отражающими его божественные качества или воплощения, однако за разными именами скрывается одна и та же божественная сила. «Вишну-пурана» (текст 5.17.15) провозглашает: в вайшнаваской Панчаратре (саттвата-самхитах) он известен как Васудева, а в вайшнаваской Веданте его называют Вишну. Там же подтверждается божественная природа Вишну как всепроникающего. «Вишну-пурана» (текст 1.17.84) гласит: всё, что существует (живые существа), является манифестацией Вишну.
В последующем образ Вишну, раскрытый в «Вишну-пуране», лёг в основу философии шри-вайшнавизма. Её создатель, Рамануджа, для обоснования главных идей использовал «Бхагавадгиту» и «Вишну-пурану».

## Освобождение души
Заметная часть «Вишну-пураны» посвящена освобождению души как конечной и высшей цели человеческой жизни. В «Вишну-пуране» отсутствует определение освобождения, его смысл может быть понятен исходя из контекста. Сам термин «мокша» встречается редко, чаще употребляются слова «мукти», «вимукти», а также другие слова и словосочетания, представляющие собой смысловой эквивалент освобождения.
В «Вишну-пуране» освобождение объясняется как единение индивидуальной души с Вишну. В зависимости от контекста освобождение описывается как вхождение в Вишну, достижение Вишну или обретение его состояния. В последующем идеи, заложенные в «Вишну-пуране», нашли развитие в более поздних произведениях вайшнвизма. В качестве единения души с Вишну выступают нахождение с ним в мире Вайкунтхи (салокья), близость к Вишну (самипья), уподобление образу Вишну (сарупья), обладание теми же божественными качествами (сасришти, айшварья), растворение в Вишну (саюджья). В целом объяснение освобождения в «Вишну-пуране» рассматривает его как единение индивидуальной души с Высшей душой Вселенной, или Высшим Атманом. Индивидуальная душа считается частичным проявлением (амша) или видом (пракара) Вишну. Она отличается от Вишну, однако неотделима от него.
Другим объяснением в «Вишну-пуране» является обретение духовного знания о Вишну, персонифицированном как Вишну-Васудева. Духовное знание не имеет ничего общего с логическим признанием недуалистичности души и Вишну. Оно представлено невербальным знанием или знанием-откровением, которое представляет собой личный опыт переживания божественности. Освобождение представляется не как вновь приобретённое качество или результат действия. Оно является осознанием человеком своей внутренней природы, в которой проявлен Вишну. Это сближает объяснение освобождение в «Вишну-пуране» с аналогичным толкованием в упанишадах.
Наконец, для бывших или текущих адептов буддизма освобождение объясняется через нирвану. В ряде мест «Вишну-пурана» сравнивает достижение Вишну с погружением в нирвану — понятием буддистской традиции. Текст 1.20.28 «Вишну-пураны» гласит: «раз твоё сердце непоколебимо в любви ко мне, то моею милостью ты обретёшь высшую нирвану».
Во всех трёх случаях объяснения освобождение обладает одинаковыми признаками. Хотя внешне отличаясь друг от друга, три объяснения вместе имеют общую основу — освобождение понимается как сближение и единение с Вишну через любовь.

## Издания и переводы
Вплоть до начала XX века «Вишну-пурана» была известна исключительно в рукописи. Первое печатное издание на санскрите вышло в Бомбее в 1902 году с комментариями индийского пандита Ратнагарбхи Бхаттачарьи, который, в свою очередь, опирался на более ранний комментарий Шридхары Яти от 1824 года. Именно издание в обработке Бхаттачарьи легло в основу последующих изданий текста.
Первый перевод на английский язык выполнен британским индологом Горасом Гайманом Вильсоном и опубликован в 1839 году. Его перевод продолжает оставаться популярным и регулярно переиздаётся. Перевод выполнен с нескольких близких друг к другу списков, снабжён предисловием, комментарием и индексами. Работа по праву может считаться и первым научным исследованием «Вишну-пураны». Вильсон рассматривает произведение на фоне всей пуранической традиции, привлекает сравнительный материал из эпоса и Упанишад, акцентируя внимание на мифологии и генеалогии героев. Помимо «Вишну-пураны» Вильсон выпустил первый большой санскритско-английский словарь, первый перевод «Ригведы» и др.
Перевод первой книги «Вишну-пураны» на русский язык выполнен Татьяной Константиновной Посовой из Института востоковедения РАН, издание опубликовано в 1995 году.